# Marquesado de Castrillo
El marquesado de Castrillo es un título nobiliario español, de Castilla. Fue creado por el rey Carlos II, mediante Real Decreto del 13 de octubre de 1678 y Real Despacho del 25 de noviembre de 1680, en favor de José Rodríguez Portocarrero y Silva, Cossío, Aponte y Bravo de Córdoba, señor de Castrillo, caballero de la Orden de Santiago, ministro de los Supremos Consejos de Guerra y Castilla, dueño de las tercias reales de Toro y patrono de la capilla mayor de la iglesia conventual de San Francisco de esta ciudad.
Tomaba denominación de la villa de Castrillo de la Guareña, que era de señorío del concesionario, perteneciente a la antigua provincia de Toro y actual de Zamora, en el reino de León.

## Lista de marqueses de Castrillo
|                        | Titular                                          | Periodo                |
| Creación por Carlos II | Creación por Carlos II                           | Creación por Carlos II |
| ---------------------- | ------------------------------------------------ | ---------------------- |
| I                      | José Rodrígo Portocarrero y Silva                | 1680- ?                |
| II                     | Baltasar Portocarrero y Prado                    | ? -1738                |
| III                    | Agustina María Portocarrero y Maldonado          | 1738-c.1765            |
| IV                     | Diego Vicente María de Cañas y Portocarrero      | c.1765-1824            |
| V                      | María Francisca de Paula de Cañas y Portocarrero | 1824-1833              |
| VI                     | María Josefa de Salcedo Cañaveral y Cañas        | 1833-1837              |
| VII                    | Lorenzo Fernández de Villavicencio y Cañas       | 1848-1859              |
| VIII                   | José Juan Fernández de Villavicencio y Corral    | 1859-1910              |
| IX                     | Lorenzo Fernández de Villavicencio y Crooke      | 1910-1916              |
| X                      | José María Fernández de Villavicencio y Crooke   | 1916-1953              |
| XI                     | José Fernández de Villavicencio y Osorio         | 1953-2004              |
| XII                    | Darío Fernández de Villavicencio y Greb          | 2014-hoy               |

## Historia de los marqueses de Castrillo
- José Rodrígo Portocarrero y Silva, Cossío, Aponte y Bravo de Córdoba, I marqués de Castrillo, señor de la villa de Castrillo de la Guareña, caballero  de Santiago (1650), ministro de los Supremos Consejos de Guerra y Castilla, dueño de las tercias reales de Toro y patrono de la capilla mayor de la iglesia conventual de San Francisco de esta ciudad.

1. Casó con María Manuela (o Josefa) de Prado y Mármol, que era hermana e inmediata sucesora de Juan de Prado Mármol y de la Torre, I conde de Belmonte de Tajo, caballero de Alcántara, señor de las casas de sus apellidos en Madrid, regidor perpetuo de esta villa, del Consejo de Hacienda de S.M., alférez mayor de los Peones de Castilla.

Le sucedió su hijo:
- Baltasar Portocarrero y Prado, Cossío y Squarzafigo (1674-1738), II marqués de Castrillo, II conde de Belmonte, alférez mayor de los Peones de Castilla, natural de Valladolid.

1. Casó dos veces: la segunda con Catalina Maldonado y Ormaza, hija de José Maldonado y Hormaza, señor de Guadramiro, Moronta y Castellanos, corregidor de Toro, y de María Manuela de Yebra y Pimentel.

Le sucedió su hija del segundo matrimonio:
- Agustina María Portocarrero y Maldonado (1734-c.1765), III marquesa de Castrillo, III condesa de Belmonte.

1. Casó con Manuel Joaquín de Cañas y Trelles (1725-1791), VIII marqués de Vallecerrato, VI duque del Parque, concesionario de la grandeza de España de estas casas (1780), IV principe della Sala di Partinico, VI barone di Regiulfo.

Le sucedió su hijo: 
- Diego Vicente María de Cañas y Portocarrero (1749-1824), IV marqués de Castrillo y IX de Vallecerrato, VII duque del Parque, IV conde de Belmonte, V principe della Sala di Partinico, VII barone di Regiulfo.

1. Casó con María del Rosario de Riaño y Velázquez de Lara, hija primogénita del V conde de Villariezo, a quien premurió. Tuvieron por hijo único a Francisco María de Cañas y Riaño (1772-1790), VI conde de Villariezo, que murió mozo en vida de su padre.

Le sucedió su hermana:
- María Francisca de Paula de Cañas y Portocarrero (†1833), V marquesa de Castrillo y X de Vallecerrato, VIII duquesa del Parque, V condesa de Belmonte, VI principessa della Sala di Partinico, VIII baronessa di Regiulfo.

1. Casó con José de Salcedo Cañaveral y Ponce de León, I conde de Benalúa.

Le sucedió su hija:
- María Josefa de Salcedo Cañaveral y Cañas (1783-1837), VI marquesa de Castrillo y XI de Vallecerrato, IX duquesa del Parque, VI condesa de Belmonte y III de Benalúa, VII principessa della Sala di Partinico, IX baronessa di Regiulfo.

1. Casó en 1800 con Lorenzo Fernández de Villavicencio y Cañas, su primo carnal e inmediato sucesor, III duque de San Lorenzo de Valhermoso, que sigue. Hijo de Lorenzo Justino Fernández de Villavicencio y Núñez, el II duque, y de María Eulalia de Cañas y Portocarrero, su mujer, hija de los III marqueses de Castrillo. Ella murió sin descendencia.

En 1848 le sucedió su viudo, como nieto de la III marquesa:
- Lorenzo Francisco Fernández de Villavicencio y Cañas (1778-1859), VII marqués de Castrillo, III duque de San Lorenzo de Valhermoso y X del Parque, XII marqués de Vallecerrato, V de Casa Villavicencio y VI de la Mesa de Asta, VII conde de Belmonte, tres veces grande de España, VIII principe della Sala di Partinico, X barone di Regiulfo.

1. Después de enviudar de la IX duquesa del Parque, y habiendo heredado la mayoría de sus títulos, contrajo segundas nupcias con Josefa del Corral García, de la que tuvo seis hijos entre los cuales distribuyó legalmente sus títulos.[2]

En 1859 le sucedió el menor de sus hijos:
- José Juan Fernández de Villavicencio y Corral (1849-1910), VIII marqués de Castrillo.

1. Casó en 1880 con Emilia Crooke y Larios, que era hermana del I marqués del Genal, nieta del I marqués de Larios y sobrina-nieta del I marqués de Guadiaro.

En 1910 le sucedió su hijo:
- Lorenzo Fernández de Villavicencio y Crooke (1885-1916), IX marqués de Castrillo, que también fue XIV marqués de Vallecerrato y grande de España (en sucesión de su tío Manuel Joaquín Fernández de Villavicencio y Corral).

Le sucedió su hermano:
- José María Fernández de Villavicencio y Crooke (1890-1980), X marqués de Castrillo y XV de Vallecerrato.

1. Casó con María Cristina Osorio y Martos, VI duquesa de Algete, grande de España, dama de la Reina Victoria Eugenia, que era hermana del XVII duque de Alburquerque e hija de los marqueses de los Arenales.

En 1953 le sucedió su hijo:
- José Fernández de Villavicencio y Osorio (n. 1919), XI marqués de Castrillo, VII duque de Algete, XVI marqués de Vallecerrato, dos veces grande de España. Desde 1981 fue también II marqués de Francoforte (por rehabilitación del antiguo título siciliano de marqués de Francofonte, con la denominación de Francoforte).

En 2014 le sucedió su hijo:
- Darío Fernández de Villavicencio y Greb, XII y actual marqués de Castrillo.